# 1915 en Belgique
Chronologie de la Belgique
- 1911
- 1912
- 1913
- 1914
- 1915
- 1916
- 1917
- 1918
- 1919

Cette page recense des événements qui se sont produits durant l'année 1915 en Belgique.

## Chronologie
- 7 janvier : le cardinal Mercier est arrêté à la suite de la publication de sa lettre pastorale Patriotisme et Endurance.
- 12 février : le gouverneur Moritz von Bissing décide la création, au sein de la section politique du gouvernement général, d'une sous-section chargée des affaires flamandes. C'est le début de la Flamenpolitik.
- 21 février : première parution du journal De Vlaamsche Post par les activistes de Jong-Vlaanderen, mouvement radicaliste flamand.
- 5 mars : le dirigeable allemand « L 8 » est touché par les canons belges et s'écrase près de Tirlemont.
- 20 avril : un avion français équipé d'un prototype de mitrailleuse tirant à travers l'hélice est contraint d'atterrir à Ingelmunster, en territoire occupé par les Allemands.
- Du 22 avril au 24 mai : deuxième bataille d'Ypres.
  - 22 avril à 18 heures : pour la première fois, les Allemands utilisent des gaz mortels (chlore) lors des combats dans la région d'Ypres[1].
- Juin 1915 : le roi Albert Ier refuse la démission du gouvernement de Broqueville.
- 11 juillet : le Vlaamsche Stem, journal flamand publié aux Pays-Bas, publie un télégramme envoyé au roi Albert Ier, réclamant une Flandre autonome au sein de l'État belge.
- 26 septembre : la lettre pastorale du cardinal Mercier intitulée Appel à la prière (datée du 12 septembre) est lue dans les églises.
- 12 octobre : l'infirmière britannique Edith Cavell, accusée d'avoir aidé des soldats anglais, est fusillée au Tir national par un peloton d'exécution allemand.
- 25 novembre : les évêques de Belgique accusent les Allemands de crimes de guerre.
- 4 décembre : Charles de Broqueville propose d'ouvrir le gouvernement aux libéraux et aux socialistes.

## Culture

### Architecture

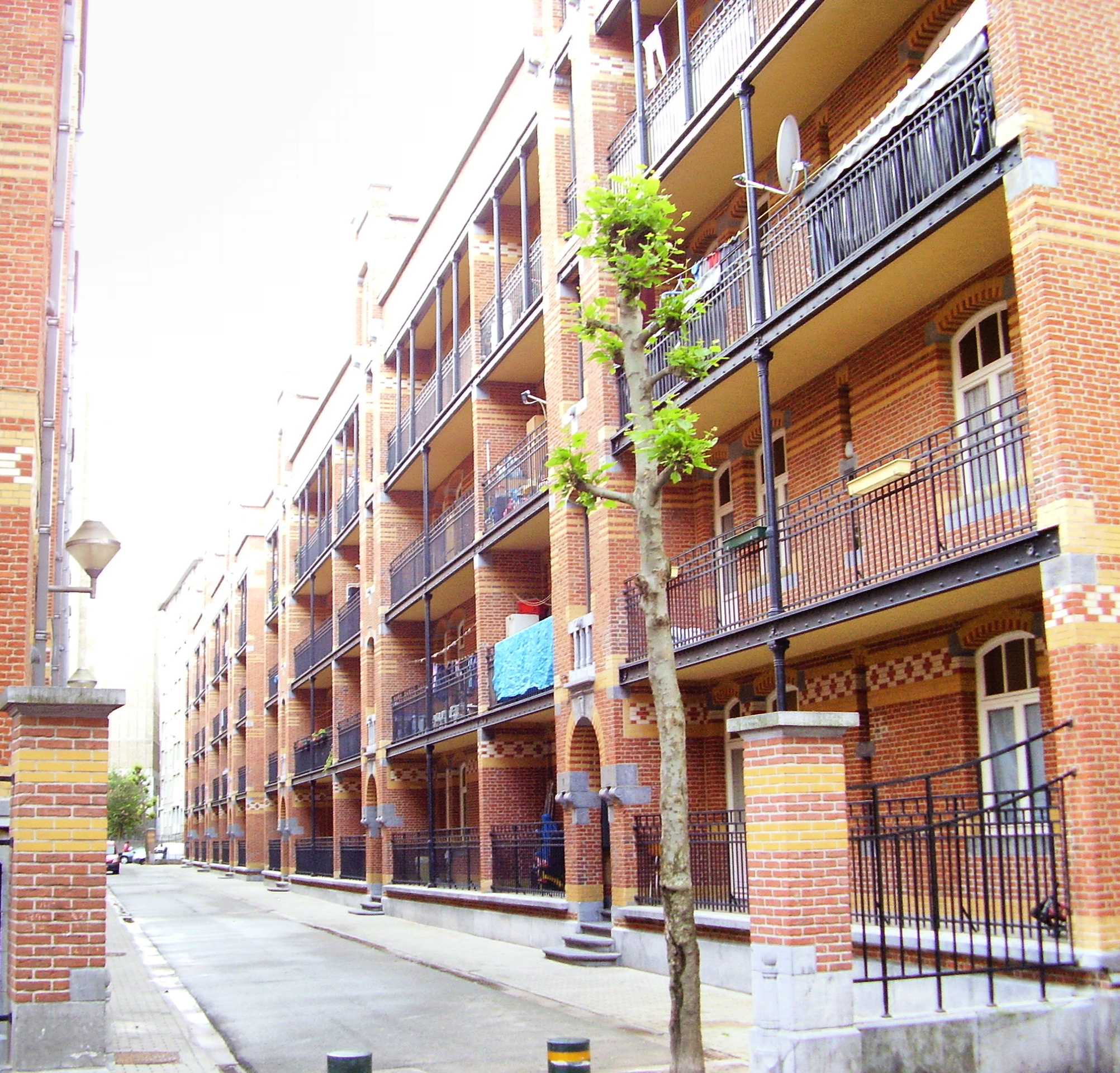
Cité Hellemans (Bruxelles)

### Cinéma
- Goumiers algériens en Belgique, d'Alfred Machin.

### Littérature
- La Belgique sanglante, d'Émile Verhaeren.

### Peinture

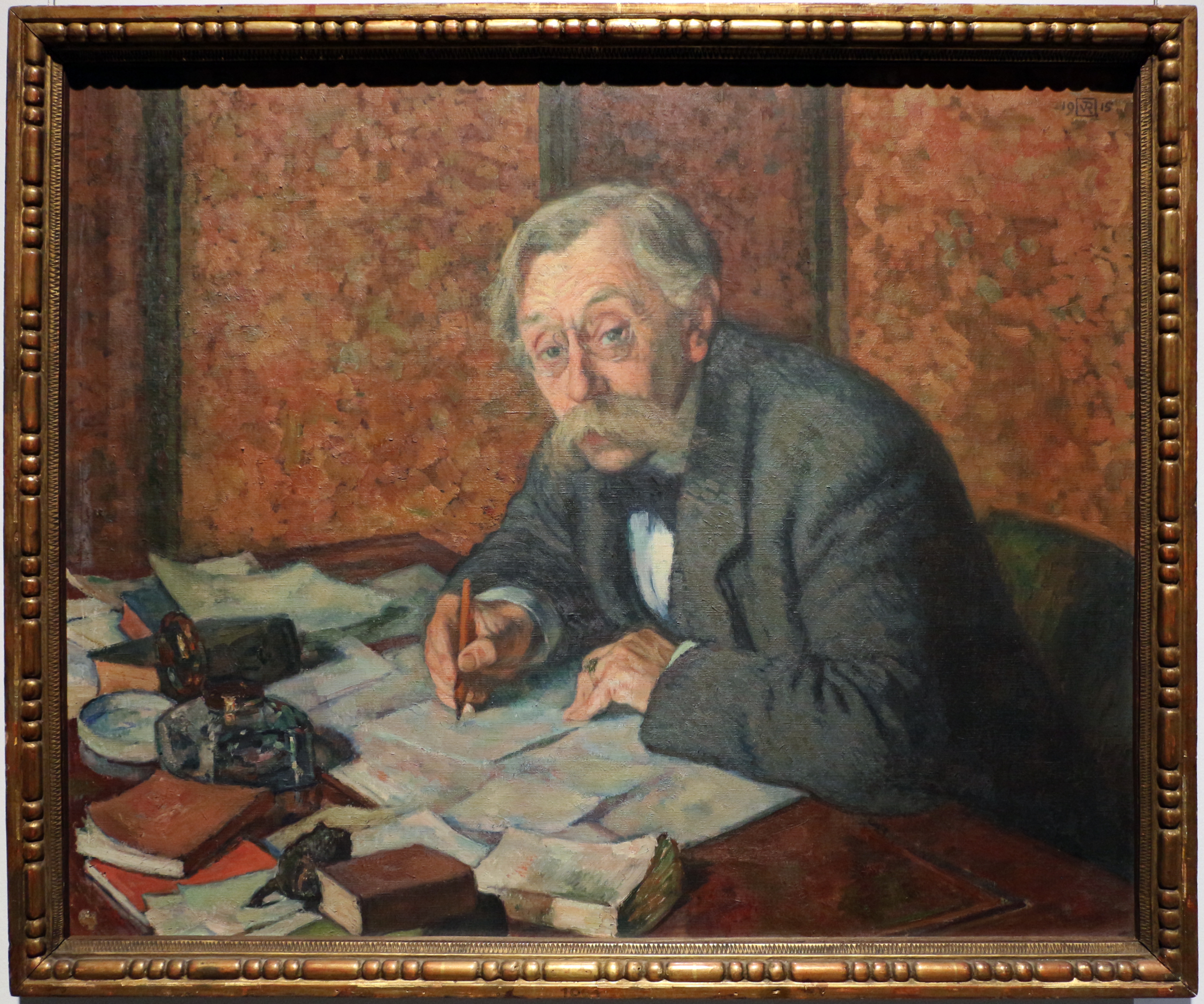
Portrait d'Émile Verhaeren (Théo van Rysselberghe).

## Naissances
- 27 février : Arthur Gilson, homme politique († 2 février 2004).
- 18 avril : Edmond Leburton, homme politique († 18 juin 1997).
- 29 avril : Richard Depoorter, coureur cycliste († 16 juin 1948).
- 20 mai : Robert Moreau, syndicaliste et homme politique († 23 juillet 2006).
- 22 mai : Raymond Leblanc, éditeur († 21 mars 2008).
- 6 juillet : Marcel Quinet, compositeur († 16 décembre 1986).
- 1er septembre : Émile Masson, coureur cycliste († 2 janvier 2011).
- 13 octobre : Albert Ritserveldt, coureur cycliste († 11 mars 2002).
- 3 novembre : André Dequae, homme politique († 17 août 2006).
- 7 décembre : Romain Deconinck, acteur, chanteur († 1er décembre 1994).
- 8 décembre : Louis Namèche, homme politique († 3 août 1990).
- 12 décembre : Sylvain Grysolle, coureur cycliste († 19 janvier 1985).

## Décès
- 20 décembre : Achille Chainaye, sculpteur et journaliste (° 26 août 1862), mort à Richmond (Royaume-Uni).